# マルコ・アントニオ・バレラ
マルコ・アントニオ・バレラ（Marco Antonio Barrera、1974年1月17日 - ）は、メキシコのプロボクサー。メキシコシティ出身。元WBO世界スーパーバンタム級王者。元WBC世界フェザー級王者。元WBC・IBF世界スーパーフェザー級統一王者。世界3階級制覇王者。
「"Baby Face Assassin"（童顔の暗殺者）」の愛称を持つ。チーフトレーナーを日本人トレーナーの田中繊大が務めたことがあった。

## プロボクサー

### キャリア初期
1989年11月22日、15歳という若さでプロデビュー。デビッド・フェリックスを2回TKOで仕留め白星でプロデビューを飾る。
1992年4月1日、ホセフィーノ・スアレスを12回判定勝ちで破り、メキシコのスーパーフライ級王座を獲得、同王座は5度防衛した。
1993年8月28日、エデュアルド・ラミレスとNABF北米スーパーフライ級王座決定戦を行い、12回判定勝ちで破り王座を獲得した。
1994年4月13日、川島郭志の持つWBC世界スーパーフライ級王座の挑戦権をかけて、カルロス・サラサール（アルゼンチン）と挑戦者決定戦を行う。前日の軽量で体重超過で失格になるも試合は大差判定勝ち。この後スーパーバンタム級に転級。同年10月22日、ヘスス・サラビアとWBAペンタコンチネンタルスーパーバンタム級王座を争い、3回TKO勝ちで同王座を獲得した。同年12月3日、元WBA世界バンタム級王者のエディ・クック（アメリカ）とWBAペンタコンチネンタルスーパーバンタム級王座の初防衛戦を行い、8回TKO勝ちで初防衛に成功した。

### スーパーバンタム級
1995年3月31日、35戦目にして世界初挑戦。ダニエル・ヒメネス（プエルトリコ）が持つ、WBO世界スーパーバンタム級王座に挑戦し、12回判定で破り悲願の世界王者となった。同年6月2日、フランキー・トレド（アメリカ）と対戦し、2回TKO勝ちを収め初防衛に成功した。同年7月15日、USBA全米スーパーバンタム級王者のマウイ・ディアス（メキシコ）と対戦し、1回TKO勝ちで、2度目の防衛に成功した。同年8月22日、アガピト・サンチェス（ドミニカ）と対戦し、12回3-0(118-107、119-106、118-109 )の大差判定勝ちで3度目の防衛に成功した。同年11月4日、WBCアメリカ大陸スーパーバンタム級王者のエディ・クロフト（アメリカ）と対戦し、7回TKO勝ちを収め4度目の防衛に成功した。
1996年2月3日、元IBF世界スーパーバンタム級王者でソウル五輪バンタム級金メダリストのケネディ・マッキニー（アメリカ）と対戦し、12回TKO勝利を収め5度目の防衛に成功した。 同年5月4日、元WBO世界スーパーバンタム級王者のジェシー・ベナビデス（アメリカ）と対戦し、3回KOで勝利し6度目の防衛に成功した。 同年7月14日、元WBO世界スーパーバンタム級王者のオーランド・フェルナンデス（プエルトリコ）と対戦し、7回KOで勝利し7度目の防衛に成功した。同年9月14日、NABO北米スーパーバンタム級王者のジェシー・マガナ（アメリカ）と対戦し、10回TKO勝利で8度目の防衛に成功した。同年11月22日、元WBA世界バンタム級王者のジュニア・ジョーンズ（アメリカ）と対戦、5回にバレラがダウンした際にマネージャーがリングに昇ってきて試合を止めたため、WBOルールにより失格負けとなり初黒星を喫した。
1997年4月18日にジョーンズと再戦するも12回判定負けに終わる。初戦でバレラが大番狂わせで敗れたのはまぐれで、再戦ではバレラが勝利すると予想する人が多かったがあっけなくジョーンズに判定で敗れてしまった。
1998年10月31日、同級1位のリッチー・ウェントン（イギリス）とWBO世界スーパーバンタム級王座決定戦を戦い、3回TKOに下し再び王座返り咲きに成功した。
1999年4月3日、相手の敵地英国に乗り込み、ポール・ロイド（イギリス）と対戦。初回TKO勝ちで初防衛に成功した。同年8月7日、パストール・ウンベルト・マウリン（アルゼンチン）と対戦し、判定勝ちを収め2度目の防衛に成功した。
2000年2月19日、同じメキシコ出身で人気を二分する同世代のボクサー、WBC世界スーパーバンタム級王者のエリック・モラレスとラスベガスで初めて対戦する。バレラは12回判定負けするも、この試合はリングマガジンの2000年度ファイト・オブ・ザ・イヤーに選ばれる。モラレスはしばらくWBO王者に認定されることになるが、WBOはこの試合でバレラが負けたとされるのは間違っているとして、ジャッジの公式判定を無視しバレラを再び王者に認定することになる。

### フェザー級
2001年4月7日、バレラは階級を上げて当時無敗街道を突き進んでいた人気ボクサー、ナジーム・ハメド（英国）と対戦し、12回判定勝ちで破る。バレラは質実剛健のボクシングを展開し、トリッキーで一発を狙うハメドを完全に抑え込み、本来ほとんどガードをしないハメドは、バレラの果敢な攻撃にたまらず2R以降ガードを上げて戦うという苦しい展開になった。同年9月8日、元WBA世界スーパーバンタム級王者のエンリケ・サンチェス（メキシコ）とノンタイトル12回戦で対戦し、6回TKO勝利を飾った。
2002年6月22日、エリック・モラレスとWBC世界フェザー級王座を賭け再戦し、12回判定勝ちでリベンジを果たし41戦全勝のモラレスに初黒星を付けた。バレラは勝っても王座を受け取らないと試合前から表明していたため、王座を受け取らなかった（形式としては、王座獲得後に即日返上ということになっている）。同時に、空位のリングマガジン認定世界フェザー級王座を獲得した。
同年11月2日、旧友でもある元2階級世界王者ジョニー・タピア（米国）と対戦し、12回判定勝ちを収めた。ほどなくして弁護士になるために通学していたロースクールを退学する。
2003年4月12日、元WBC世界フェザー級王者のケビン・ケリー（米国）と、リングマガジン認定世界フェザー級王座を掛けて対戦し、4回TKO勝ちを収めた。
同年11月15日、マニー・パッキャオ（フィリピン）と対戦し、11回TKO負けを喫した。この前月、バレラが1997年のジュニア・ジョーンズ戦後にメキシコシティで脳の切開手術を受けていたことを暴露する記事を米国のウェブサイトが掲載。バレラは1995年から頭痛がするようになり、1997年に海綿状血管腫の手術を受け、頭蓋骨の内側には金属プレートが固定されている。それ以来、各地で検査を受けたが異常がないまま16試合を戦い、このパッキャオ戦でもテキサス州の検査を受け、試合出場を認められていた。しかし、マスメディアはバレラが手術を受けた事実をこれまで周囲の関係者に隠していたことを問題視し、スキャンダラスに報じた。バレラは試合まで数日という頃、『USAトゥデイ』の取材に対し、「こういうことが公になったからには、もう誰も私を "Baby Face Assassin"（童顔の暗殺者）と呼ばないかもしれない。たぶん『信じられない男』とか何かそんなふうに呼ぶだろう」と語っている。
2004年6月19日、元WBA世界バンタム級王者ポーリー・アヤラ（米国）と対戦し、10回TKO勝ちを収めた。

### スーパーフェザー級
2004年11月27日、エリック・モラレスとのラバーマッチで2-0の判定勝ちを収め、WBC世界スーパーフェザー級王座を獲得して3階級制覇王者となった。モラレスとの3試合は全て激闘の接戦だったが、この試合で2勝1敗と勝ち越し同世代のライバル対決に終止符を打った。
2005年4月9日、同級2位のムゾンケ・ファナ（南アフリカ）と対戦し、2回KO勝ち。同年9月17日、ロビー・ピーデン（オーストラリア）を12回判定勝ちで破りIBF世界スーパーフェザー級王座を獲得し、2団体統一王者になりWBC王座の2度目の防衛にも成功。
2006年5月20日、ロッキー・ファレス（米国）と対戦し、12回2-1の僅差判定勝ちで王座防衛に成功した。同年9月16日に、ロッキー・ファレスとダイレクトリマッチで再戦し、アウトボクシングを展開して今度は12回3-0の明白な判定勝利で4度目の王座防衛に成功した。
2007年3月17日、ファン・マヌエル・マルケス（メキシコ）と対戦し、12回0-3の判定で敗北し王座から陥落した。同年5月11日に発表されたESPNが選ぶ史上最高のボクサートップ50では第43位にランクされた。同年10月6日、マニー・パッキャオ（フィリピン）との再戦で12回0-3の大差の判定で完敗を喫しマルケス戦の敗戦に続いて2連敗となり試合後に引退を表明した。

### 現役復帰
2008年7月、現役復帰とメキシコ人初の4階級制覇を視野に入れて、5年間に渡ってプロモート契約を結び副社長の座にまで就いていたゴールデンボーイ・プロモーションズとの契約を解消し、新たにドン・キングと5年間のプロモート契約を結んだ。同年11月7日、中国・成都市の四川省体育館でサミー・ベンチュラを相手にライト級10回戦で現役復帰戦を行い、4回KO勝ちを収め復帰初戦を白星で飾った。
2009年1月31日、サポパンのアウディトリオ・テルメックス・デ・UGでフレウディス・ロハスと対戦し、3回にロハスの頭が当たり左目の上に大怪我を負ったが、ロハスが故意に頭からぶつかりバレラに怪我を負わせたものであると判断からロハスの反則負けが宣告されたため、バレラの勝利となった 。同年3月14日、イギリス・ランカシャーマンチェスターのマンチェスター・アリーナにてアミール・カーンとWBAインターナショナルライト級タイトルマッチおよびWBOインターコンチネンタルライト級王座決定戦で対戦。1回に偶然のバッティングでカットするなどして、5回2分36秒負傷判定負けを喫した。カーン戦を最後に一度はグローブを脱いだが4階級制覇を目指すためにドン・キング・プロダクションからトップランク社に移籍した。
2010年6月26日、トップランクへ移籍しての初戦、アメリカ・テキサス州サンアントニオのアラモドームでアダイルトン・デ・ヘススと対戦し3-0の判定勝ちで再起に成功した。
2011年2月12日、ハリスコ州・グアダラハラのコリセオ・オリンピコ・デ・ラ・UGでホセ・アリアスと対戦し、2回2分29秒TKO勝ちを収めた。この試合が現役最後の試合となった。
2013年6月、自身を育てた名トレーナーのルディ・ペレスが死亡し、葬儀では兄のホルヘや田中繊大らと別れを惜しんだ。
2021年6月11日、復帰してカリフォルニア州ピコリビエラでヘスス・ソト・カラスとエキシビションで対戦。2022年11月12日にはイギリスのマンチェスター・アリーナでリッキー・ハットンとエキシビションで対戦した。

## 戦績
- プロボクシング：75戦 67勝 (44KO) 7敗 1無効試合

| 戦           | 日付           | 勝敗 | 時間 | 内容     | 対戦相手                         | 国籍             | 備考                                                                                    |
| ------------ | -------------- | ---- | ---- | -------- | -------------------------------- | ---------------- | --------------------------------------------------------------------------------------- |
| 1            | 1989年11月22日 | ☆    | 2R   | TKO      | デビッド・フェリックス           | メキシコ         | プロデビュー戦                                                                          |
| 2            | 1989年12月16日 | ☆    | 3R   | TKO      | フェデリコ・ララ                 | メキシコ         |                                                                                         |
| 3            | 1990年5月18日  | ☆    | 4R   | 判定     | イグナシオ・ハコメ               | メキシコ         |                                                                                         |
| 4            | 1990年6月9日   | ☆    | 4R   | 判定     | オスカー・グラナドス             | メキシコ         |                                                                                         |
| 5            | 1990年8月4日   | ☆    | 3R   | KO       | フェデリコ・ララ                 | メキシコ         |                                                                                         |
| 6            | 1990年9月14日  | ☆    | 5R   | TKO      | セバスチャン・アミカ             | メキシコ         |                                                                                         |
| 7            | 1990年10月6日  | ☆    | 2R   | TKO      | ペドロ・マルチネス               | アメリカ合衆国   |                                                                                         |
| 8            | 1990年10月13日 | ☆    | 2R   | TKO      | ホセ・ヤネズ                     | メキシコ         |                                                                                         |
| 9            | 1990年12月8日  | ☆    | 8R   | 判定     | イバン・サラザール               | メキシコ         |                                                                                         |
| 10           | 1991年2月9日   | ☆    | 4R   | TKO      | エステバン・ロドリゲス           | メキシコ         |                                                                                         |
| 11           | 1991年3月9日   | ☆    | 5R   | TKO      | アベル・イノホサ                 | メキシコ         |                                                                                         |
| 12           | 1991年4月13日  | ☆    | 1R   | TKO      | ファン・ファクンド・ロペス       | メキシコ         |                                                                                         |
| 13           | 1991年6月29日  | ☆    | 6R   | TKO      | ハイメ・ロハス                   | メキシコ         |                                                                                         |
| 14           | 1991年8月31日  | ☆    | 1R   | TKO      | セルヒオ・アギラ                 | メキシコ         |                                                                                         |
| 15           | 1991年11月2日  | ☆    | 7R   | 失格     | ハビエル・ディアス               | メキシコ         |                                                                                         |
| 16           | 1991年12月7日  | ☆    | 1R   | KO       | ミゲール・ピニャ                 | メキシコ         |                                                                                         |
| 17           | 1992年4月1日   | ☆    | 12R  | 判定     | ホセフィノ・スアレス             | メキシコ         | メキシコスーパーフライ級王座決定戦                                                      |
| 18           | 1992年6月13日  | ☆    | 2R   | TKO      | ホセ・モンティエル               | メキシコ         | メキシコ防衛1                                                                           |
| 19           | 1992年7月11日  | ☆    | 6R   | KO       | ミゲル・エスピノサ               | メキシコ         | メキシコ防衛2                                                                           |
| 20           | 1992年10月2日  | ☆    | 10R  | 判定     | アブネル・バラハス               | アメリカ合衆国   |                                                                                         |
| 21           | 1992年11月9日  | ☆    | 4R   | KO       | エステバン・アヤラ               | メキシコ         | メキシコ防衛3                                                                           |
| 22           | 1992年12月5日  | ☆    | 6R   | TKO      | アンヘル・ロサリオ               | プエルトリコ     |                                                                                         |
| 23           | 1993年3月1日   | ☆    | 10R  | 判定     | イバン・サラサール               | メキシコ         |                                                                                         |
| 24           | 1993年4月10日  | ☆    | 4R   | KO       | ファクンド・ロドリゲス           | メキシコ         | メキシコ防衛4                                                                           |
| 25           | 1993年5月22日  | ☆    | 12R  | 判定     | ノエ・サンティリャーナ           | メキシコ         | メキシコ防衛5                                                                           |
| 26           | 1993年7月12日  | ☆    | 1R   | KO       | エリディオ・ドミンゲス           | メキシコ         |                                                                                         |
| 27           | 1993年8月28日  | ☆    | 12R  | 判定     | エデュアルド・ラミレス           | メキシコ         | NABFスーパーフライ級王座決定戦                                                          |
| 28           | 1993年11月27日 | ☆    | 1R   | KO       | アレハンドロ・サナブリア         | メキシコ         |                                                                                         |
| 29           | 1994年3月1日   | ☆    | 3R   | KO       | フスト・スニガ                   | メキシコ         |                                                                                         |
| 30           | 1994年4月13日  | ☆    | 10R  | 判定     | カルロス・サラサール             | アルゼンチン     | WBC世界スーパーフライ級挑戦者決定戦                                                     |
| 31           | 1994年6月24日  | ☆    | 6R   | KO       | ミゲール・エスピノサ             | メキシコ         |                                                                                         |
| 32           | 1994年8月15日  | ☆    | 8R   | KO       | イスラエル・ゴンザレス           | メキシコ         |                                                                                         |
| 33           | 1994年10月22日 | ☆    | 3R   | TKO      | ヘスス・サラビア                 | メキシコ         | WBAペンタコンチネンタルスーパーバンタム級王座決定戦                                     |
| 34           | 1994年12月3日  | ☆    | 8R   | TKO      | エディ・クック                   | メキシコ         | WBAペンタコンチネンタル防衛1                                                            |
| 35           | 1995年3月31日  | ☆    | 12R  | 判定     | ダニエル・ヒメネス               | プエルトリコ     | WBO世界スーパーバンタム級タイトルマッチ                                                 |
| 36           | 1995年6月2日   | ☆    | 2R   | TKO      | フランキー・トレド               | アメリカ合衆国   | WBO防衛1                                                                                |
| 37           | 1995年7月15日  | ☆    | 1R   | TKO      | マウイ・ディアス                 | メキシコ         | WBO防衛2                                                                                |
| 38           | 1995年8月22日  | ☆    | 12R  | 判定     | アガピト・サンチェス             | ドミニカ共和国   | WBO防衛3                                                                                |
| 39           | 1995年11月4日  | ☆    | 7R   | KO       | エディ・クロフト                 | アメリカ合衆国   | WBO防衛4                                                                                |
| 40           | 1996年2月3日   | ☆    | 12R  | TKO      | ケネディ・マッキニー             | アメリカ合衆国   | WBO防衛5                                                                                |
| 41           | 1996年5月4日   | ☆    | 3R   | KO       | ジェシー・ベナビデス             | アメリカ合衆国   | WBO防衛6                                                                                |
| 42           | 1996年7月14日  | ☆    | 7R   | TKO      | オーランド・フェルナンデス       | プエルトリコ     | WBO防衛7                                                                                |
| 43           | 1996年9月14日  | ☆    | 10R  | TKO      | ジェシー・マガナ                 | アメリカ合衆国   | WBO防衛8                                                                                |
| 44           | 1996年11月22日 | ★    | 5R   | TKO      | ジュニア・ジョーンズ             | アメリカ合衆国   | WBO陥落                                                                                 |
| 45           | 1997年4月18日  | ★    | 12R  | 判定     | ジュニア・ジョーンズ             | アメリカ合衆国   | WBO世界スーパーバンタム級タイトルマッチ                                                 |
| 46           | 1998年2月21日  | ☆    | 5R   | TKO      | アンヘル・ロサリオ               | プエルトリコ     |                                                                                         |
| 47           | 1998年5月16日  | ☆    | 1R   | KO       | ヘロニモ・カルドス               | メキシコ         |                                                                                         |
| 48           | 1998年9月26日  | ☆    | 4R   | TKO      | ペドロ・ハビエル・トーレス       | アルゼンチン     |                                                                                         |
| 49           | 1998年10月31日 | ☆    | 3R   | TKO      | リッチー・ウェントン             | イギリス         | WBO世界スーパーバンタム級王座決定戦                                                     |
| 50           | 1999年4月3日   | ☆    | 1R   | TKO      | ポール・ロイド                   | イギリス         | WBO防衛1                                                                                |
| 51           | 1999年8月7日   | ☆    | 12R  | 判定     | パストール・ウンベルト・マウリン | アルゼンチン     | WBO防衛2                                                                                |
| 52           | 1999年12月18日 | △    | 4R   | NC       | セサール・ナヘラ                 | メキシコ         |                                                                                         |
| 53           | 2000年2月19日  | ★    | 12R  | 判定     | エリック・モラレス               | メキシコ         | WBC・WBO世界スーパーバンタム級統一戦 WBO陥落→再認定                                     |
| 54           | 2000年6月17日  | ☆    | 1R   | KO       | ルイス・クラウディオ・フレイタス | ブラジル         | WBO防衛1                                                                                |
| 55           | 2000年9月9日   | ☆    | 12R  | 判定     | ホセ・ルイス・バルブエラ         | ベネズエラ       | WBO防衛2                                                                                |
| 56           | 2000年12月1日  | ☆    | 6R   | TKO      | ヘスス・サルード                 | フィリピン       | WBO防衛3                                                                                |
| 57           | 2001年4月7日   | ☆    | 12R  | 判定     | ナジーム・ハメド                 | イギリス         | IBO世界フェザー級王座決定戦                                                             |
| 58           | 2001年9月8日   | ☆    | 6R   | TKO      | エンリケ・サンチェス             | メキシコ         |                                                                                         |
| 59           | 2002年6月22日  | ☆    | 12R  | 判定     | エリック・モラレス               | メキシコ         | WBC世界フェザー級タイトルマッチ WBC・リングマガジン王座獲得                             |
| 60           | 2002年11月2日  | ☆    | 12R  | 判定     | ジョニー・タピア                 | アメリカ合衆国   |                                                                                         |
| 61           | 2003年4月12日  | ☆    | 4R   | TKO      | ケビン・ケリー                   | アメリカ合衆国   |                                                                                         |
| 62           | 2003年11月15日 | ★    | 11R  | TKO      | マニー・パッキャオ               | フィリピン       | リングマガジン王座陥落                                                                  |
| 63           | 2004年6月19日  | ☆    | 10R  | TKO      | ポーリー・アヤラ                 | アメリカ合衆国   |                                                                                         |
| 64           | 2004年11月27日 | ☆    | 12R  | 判定     | エリック・モラレス               | メキシコ         | WBC世界スーパーフェザー級タイトルマッチ                                                 |
| 65           | 2005年4月9日   | ☆    | 2R   | KO       | ムゾンケ・ファナ                 | 南アフリカ共和国 | WBC防衛1                                                                                |
| 66           | 2005年9月17日  | ☆    | 12R  | 判定     | ロビー・ピーデン                 | オーストラリア   | WBC・IBF世界スーパーフェザー級統一戦 WBC防衛2・IBF獲得                                  |
| 67           | 2006年5月20日  | ☆    | 12R  | 判定     | リカルド・フアレス               | アメリカ合衆国   | WBC防衛3                                                                                |
| 68           | 2006年9月15日  | ☆    | 12R  | 判定     | リカルド・フアレス               | アメリカ合衆国   | WBC防衛4                                                                                |
| 69           | 2007年3月17日  | ★    | 12R  | 判定     | ファン・マヌエル・マルケス       | メキシコ         | WBC陥落                                                                                 |
| 70           | 2007年10月6日  | ★    | 12R  | 判定     | マニー・パッキャオ               | フィリピン       | WBCインターナショナルスーパーフェザー級タイトルマッチ                                   |
| 71           | 2008年11月7日  | ☆    | 4R   | TKO      | サミー･ ベンチュラ               | メキシコ         |                                                                                         |
| 72           | 2009年1月31日  | ☆    | 3R   | 反則     | フレウディス・ロハス             | キューバ         |                                                                                         |
| 73           | 2009年3月14日  | ★    | 5R   | 負傷判定 | アミール・カーン                 | イギリス         | WBAインターナショナルライト級タイトルマッチ WBOインターコンチネンタルライト級王座決定戦 |
| 74           | 2010年6月26日  | ☆    | 10R  | 判定     | アダイルトン・デ・ヘスス         | ブラジル         |                                                                                         |
| 75           | 2011年2月12日  | ☆    | 2R   | TKO      | ホセ・アリアス                   | ドミニカ共和国   |                                                                                         |
| テンプレート |                |      |      |          |                                  |                  |                                                                                         |

### エキシビション
| 戦           | 日付           | 勝敗 | 時間 | 内容     | 対戦相手                     | 国籍     | 備考 |
| ------------ | -------------- | ---- | ---- | -------- | ---------------------------- | -------- | ---- |
| 1            | 2021年6月11日  | △    | 6R   | 判定なし | ヘスス・ソト・カラス         | メキシコ |      |
| 2            | 2021年11月20日 | △    | 6R   | 判定なし | ダニエル・ポンセ・デ・レオン | メキシコ |      |
| 3            | 2022年11月12日 | △    | 8R   | 判定なし | リッキー・ハットン           | イギリス |      |
| テンプレート |                |      |      |          |                              |          |      |

## 獲得タイトル
- メキシコスーパーフライ級王座（防衛5）
- NABF北米スーパーフライ級王座（防衛0）
- WBAペンタコンチネンタルスーパーバンタム級王座（防衛1）
- WBO世界スーパーバンタム級王座（防衛8）
- WBO世界スーパーバンタム級王座（防衛5）「再認定後の防衛回数も含む」
- IBO世界フェザー級王座（防衛0）
- WBC世界フェザー級王座（防衛0=返上）
- リングマガジン世界フェザー級王座
- WBC世界スーパーフェザー級王座（防衛4）
- IBF世界スーパーフェザー級王座（防衛0=返上）